# 北代淳二
北代 淳二（きただい じゅんじ、1932年 - 2024年11月28日）は、日本のジャーナリスト。

## 経歴
1932年、高知市生まれ。TBSでワシントン特派員、ニューヨーク支局長を歴任。1980年10月から1982年3月まで、報道番組『JNN報道特集』初代キャスター（アンカーマン）を務めた。また、ジョン万次郎の研究の第一人者としても知られた。
2024年11月28日14時40分、老衰のため東京都内の自宅で死去。92歳没。

## 主な著作物
- ニュース・ドクター ーショービジネス化するTV報道ー（ロン・パワーズ著、北代淳二訳、サイマル出版会、1982年刊）[4]
- 漂巽紀畧 全現代語訳（ジョン万次郎述、河田小龍記、谷村鯛夢訳、北代淳二監修、講談社学術文庫、2018年刊）[5]